# فرودگاه تونژ
فرودگاه تونژ (به انگلیسی: Tonj Airport) یک فرودگاه همگانی، غیرنظامی است که یک باند فرود ناهموار دارد. این فرودگاه در کشور سودان جنوبی قرار دارد و در ارتفاع ۴۳۱ متری از سطح دریا واقع شده است.